# Schwarzer Pyramidenfalterfisch

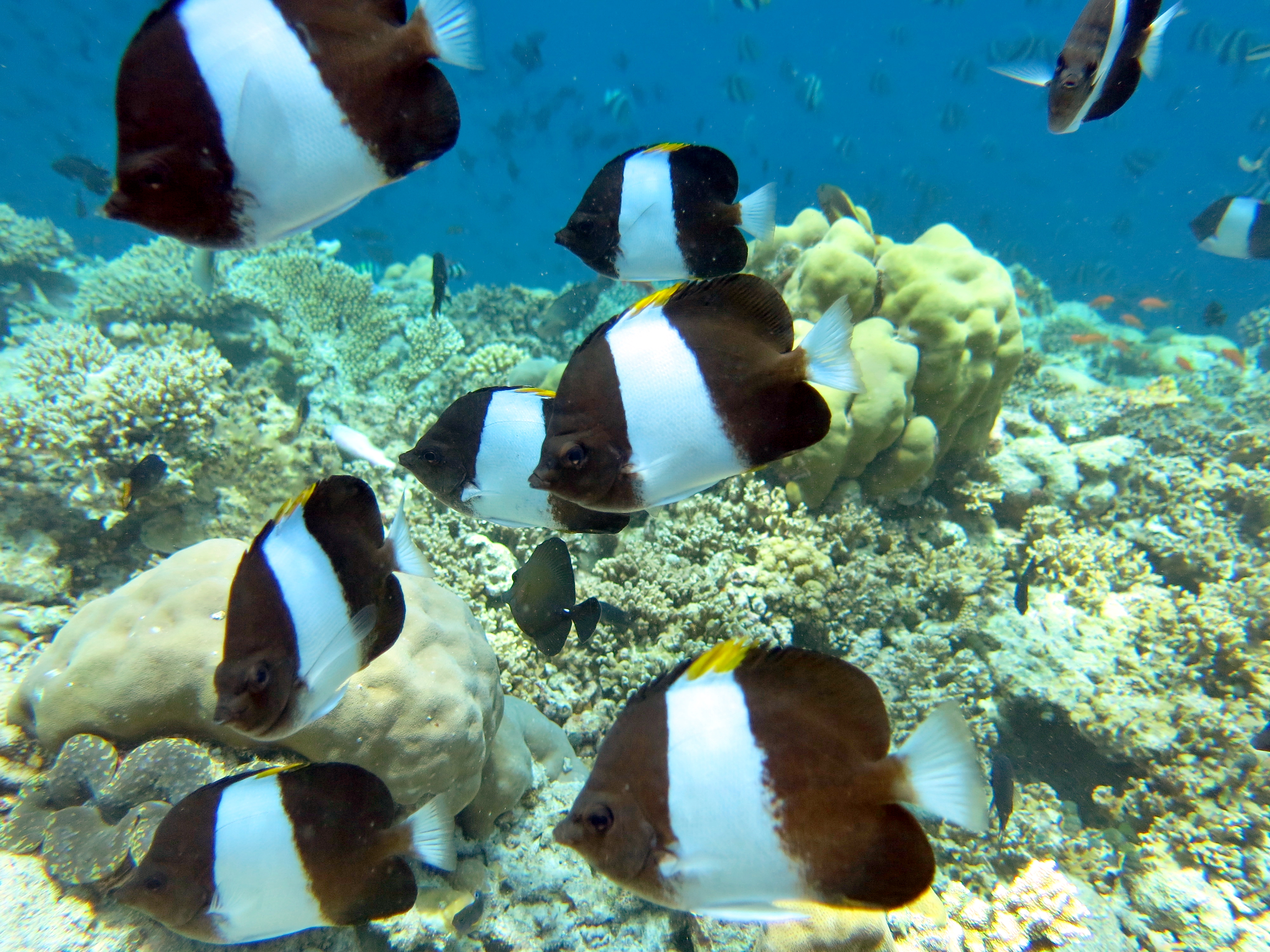
Ein Schwarm Schwarzer Pyramidenfalterfische bei Hulhudhoo im Baa-Atoll

Der Schwarze Pyramidenfalterfisch (Hemitaurichthys zoster; Syn.: Chaetodon zoster) ist eine Art aus der Familie der Falterfische.

## Merkmale
Der Schwarze Pyramidenfalterfisch erreicht eine maximale Länge von 18 Zentimetern.
Der Fisch hat einen schwarzen, hochrückigen und seitlich abgeflachten Körper. Dieser wird mittig von einem breiten weißen, trapezförmigen Band überzogen, das sich bis auf die Rückenflosse des Fisches zieht und sich dort gelblich verfärbt. Auch die Afterflosse des Fisches ist teilweise gelb gefärbt. Seine Schwanzflosse ist weiß. Der Mund des Schwarzen Pyramidenfalterfisches befindet sich am Ende seiner langgezogenen und leicht spitz zulaufenden Schnauze.
- Flossenformel: Dorsale XII/24–26, Anale III/21[1]

## Verbreitung
Das Verbreitungsgebiet des Schwarzen Pyramidenfalterfischs erstreckt sich über weite Teile des tropischen und subtropischen Indischen Ozeans: Von der Küste Ostafrikas und des Omans bis zur Andamanensee und der Westküste Sumatras sowie der Südwestküste Javas (Indonesien). Außerdem kommen die Fische auch auf verschiedenen Inselgruppen des westlichen Indischen Ozeans, unter anderem bei Mauritius, vor.

## Vorkommen und Verhalten
Der Schwarze Pyramidenfalterfisch kommt in Außenriffen mit reichlich Strömung vor, wo er sich mit Artgenossen zu großen Schulen zusammenschließt. Bei Bedrohung ziehen sich die Fische ins Korallenriff zurück. Der Fisch hält sich in einer Tiefe von 1 bis 60 Metern auf.
Der Schwarze Pyramidenfalterfisch ernährt sich in der Natur von Plankton. Die Fische sind getrenntgeschlechtlich und eierlegend, wobei die Befruchtung außerhalb des Körpers stattfindet. Zur Fortpflanzungszeit sind Schwarze Pyramidenfalterfische paarweise anzutreffen. Die Fische sind ziemlich widerstandsfähig, was sich darin widerspiegelt, dass sich ihre Population in weniger als 15 Monaten verdoppelt.

## Taxonomie und Benennung
Der Schwarze Pyramidenfalterfisch wurde zuerst 1831 vom englischen Zoologen Edward Turner Bennett als Chaetodon zoster formell beschrieben, wobei als Typenfundort Mauritius im Indischen Ozean angegeben wurde. Das Artepitheton bedeutet so viel wie Gürtel und bezieht sich vermutlich auf das weiße Band, das sich über die Körpermitte des Fisches zieht.

## Gefährdung
Der Schwarze Pyramidenfalterfisch wird gelegentlich für den Aquarienhandel gefangen. Dies scheint keine schwerwiegenden Auswirkungen auf die Population zu haben. Jedoch könnte durch den Klimawandel ein Rückgang an Plankton erfolgen, welcher die Bestände des Schwarzen Pyramidenfalterfischs eventuell negativ beeinflussen könnte. Die IUCN stuft den Schwarzen Pyramidenfalterfisch als nicht gefährdet ein.

## Aquarienhaltung
Der Schwarze Pyramidenfalterfisch kann sowohl in Riffaquarien als auch in Aquarien, die ausschließlich Fische enthalten, gehalten werden, wobei er ausreichend Versteckmöglichkeiten benötigt. Die Fische gehen meist nicht an Korallen, außer wenn sie unterfüttert sind. Daher sollten sie mehrmals täglich mit algenhaltigem Frostfutter gefüttert werden.